# Unterseeboot 851
Le Unterseeboot 851 (ou U-851) est un sous-marin allemand utilisé par la Kriegsmarine pendant la Seconde Guerre mondiale.

## Historique
L'U-851 suit son temps d'entraînement et de formation dans la 4. Unterseebootsflottille à Stettin jusqu'au 31 janvier 1944, puis rejoint son unité de combat : la 12. Unterseebootsflottille à Bordeaux.
L'U-851 est en route vers l'Océan Indien pour rejoindre la meute de loups gris Monsun lorsqu'il disparaît. Il est présumé coulé entre le 27 mars 1944 et le mois d'avril dans l'Atlantique nord.

Ses soixante-dix membres d'équipage sont portés disparus.

## Affectations successives
- 4. Unterseebootsflottille du 21 mai 1943 au 31 janvier 1944
- 12. Unterseebootsflottille du 1er février 1944 au 27 mars 1944

## Commandement
- Korvettenkapitän Hannes Weingärtner du 21 mai 1943 au 27 mars 1944

## Navires coulés
L'U-851 n'a ni coulé, ni endommagé de navire au cours de l'unique patrouille qu'il effectua.

## Sources
- (en) U-851 sur le site Uboat.net